# Интернет-стример
Стри́мер (англ. Streamer), также известный как интернет-стример или онлайн-стример, — человек, ведущий онлайн-трансляции через интернет. Тематика эфиров может быть разной, но наиболее распространены трансляции компьютерных игр и просмотр видео или фильмов. 

## История
Хотя стримеры в современном понимании этого слова появились в начале 2010-х годов, их происхождение можно отследить на таких сайтах, как YouTube, на который пользователи загружали видео о себе в формате видеоблогов и летсплеев. Хотя видеоролики не транслировались в прямой эфир, пользователям всё равно удавалось собрать большую аудиторию подписчиков на свои каналы. Немало видеоблогеров стали настолько популярными, что им удалось построить на этом карьеру и жить за счёт своих видео.
Популярность таких сайтов, как Twitch, позволила большему количеству людей транслировать себя через интернет и зарабатывать ещё больше денег, делая трансляции своей основной работой. Поскольку потенциальные доходы стримеров исчисляются миллионами долларов, стример стал полноценной профессией, доступной тем, кто отличался особыми умениями или харизмой. В настоящий момент времени есть множество платформ, на которых люди могут заниматься трансляциями и находить собственную нишу, создавая уникальный контент.

## Виды

### Компьютерные игры

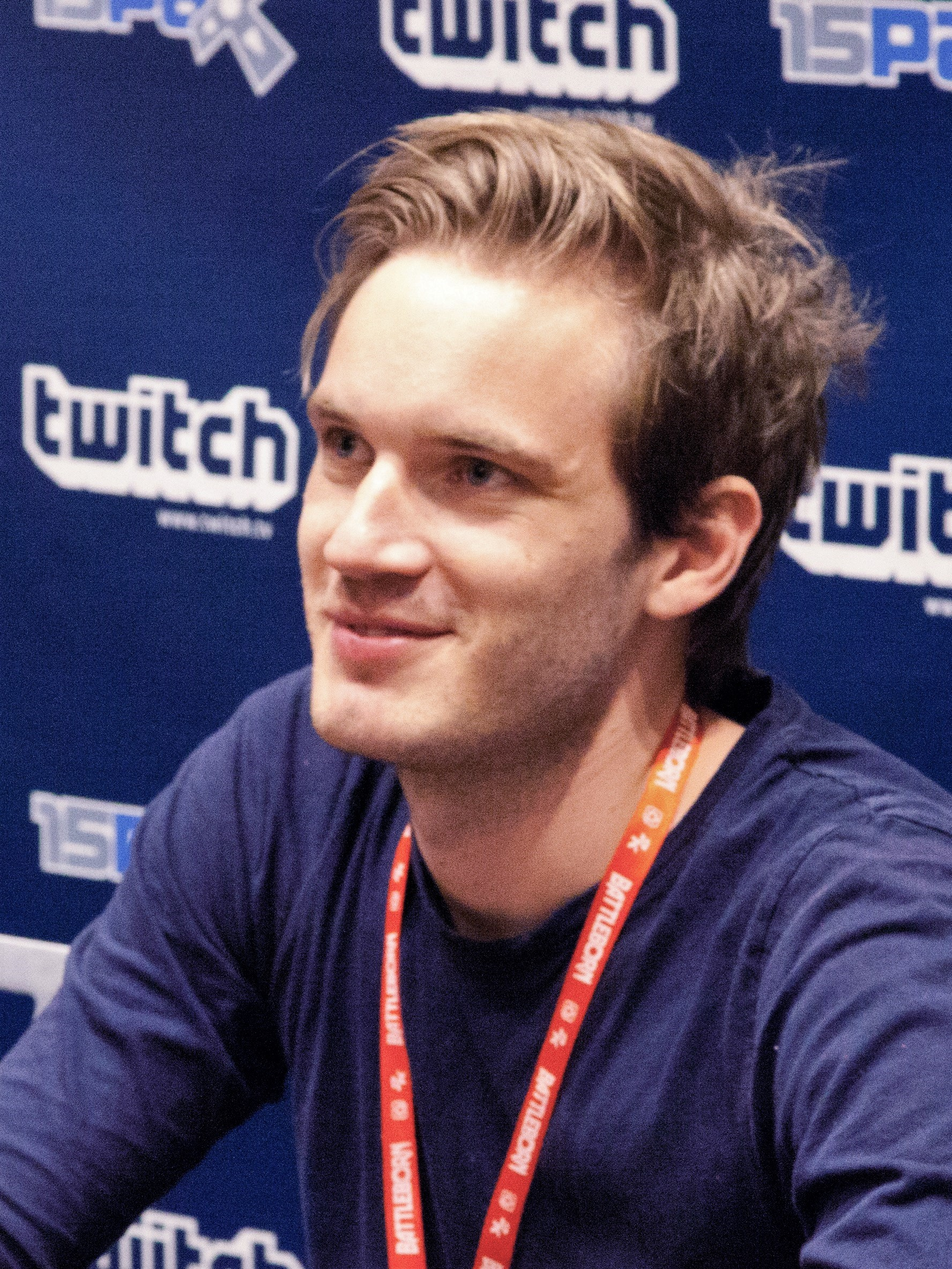
Феликс Чельберг, более известный под никнеймом PewDiePie, обладает одной из самых больших аудиторий подписчиков среди летсплееров.

Летсплееры с большим отрывом были самым популярным видом стримеров с момента появления интернет-трансляций и обладали самой большой аудиторией. На настоящий момент, большая часть стримеров зарабатывает на жизнь посредством летсплеев, спидранов и прохождений игр. Самыми известными стримерами являются PewDiePie и Ninja, каждый из которых ежегодно зарабатывает миллионы долларов посредством трансляций.

### IRL-трансляции
Несмотря на то, что большая часть профессиональных и любительских стримеров играют в компьютерные игры, многие осуществляют «IRL-стримы» (англ. in real life — «в реальной жизни») и транслируют свою ежедневную жизнь. Они занимаются различными делами, попутно читая советы и вопросы своих зрителей. Поначалу многие стриминговые сервисы запрещали неигровые стримы, так как боялись, что они будут наносить вред качеству трансляций на своих сайтах, однако с ростом популярности неигрового контента запрет был снят. Такие стримы могут разниться от ответов на вопросы сидя перед компьютером до трансляций с телефона во время прогулок или проведения обучающих трансляций. IRL-стримы со временем становились всё более и более популярными в качестве хорошей альтернативы для зрителей, не играющих в компьютерные игры.

#### Мокпан
В Южной Корее популярным форматом трансляций является «Мокпан», в рамках которого стример осуществляет приём пищи перед камерой для зрителей. Со временем популярность таких стримов вышла за пределы Кореи, и многие сайты, такие как Twitch, предлагают стримы в категории «Светский приём пищи» на своих платформах.

### Порнографические стримеры
Порнографические трансляции также набирали популярность в качестве способа напрямую общаться зрителям с порнозвёздами. Порнографические стримеры осуществляют трансляции в голом виде или во время полового акта, нередко по запросам зрителей. Порнографические трансляции не ограничиваются девушками: парни или пары также могут заниматься трансляциями. Такие трансляции могут быть как любительскими, так и профессиональными. Многие порнографические сайты, занимающиеся размещением видео, с ростом популярности порнографических стримов добавили возможность и вести трансляции, ставшие альтернативным способом для порноактёров зарабатывать деньги и предоставлять контент своим зрителям. Некоторые сайты, такие как Plexstorm, также создали нишевую категорию для людей, транслирующих прохождение компьютерных игр одновременно с созданием или показом сексуального контента. Они также стали одними из немногих сайтов, разрешающих трансляцию порнографических игр.

### Треш-стримы
Прямые трансляции, на которых участники за пожертвование от зрителей выполняют их задания и, как правило, издевается над собой или другими героями эфира. 
В 2020 году стример Андрей Бурим (Mellstroy) в прямом эфире избил модель Алёну Ефремовову. В августе 2020 года брянские стримеры Shkilla сожгли собственную дачу во время стрима, на котором заработали более 1 миллиона рублей. 
В апреле 2021 года Раменский суд Московской области приговорил к шести годам колонии строгого режима стримера Станислава Решетняка (Reeflay). Дело возбудили после того, как во время стрима в прямом эфире погибла девушка Решетняка. В августе того же года суд арестовал двух блогеров, которые применили перцовый баллончик против женщины-инвалида, после того, как та отказалась выполнить задание от зрителей стрима. 24 мая 2022 года Измайловский районный суд Москвы приговорил 41-летних Евгения Дмитерко (Маэстро Рыба) и Игоря Малихова (Репейник) к 3-м годам лишения свободы. 
Эти и ряд других происшествий на треш-стримах вызвали резонанс в СМИ и в Совете Федерации, который разрабатывает законопроект о запрете трансляций, содержащих издевательства над людьми.